# Stenobarichneumon agitator
Stenobarichneumon agitator là một loài tò vò trong họ Ichneumonidae.